# Les Belleville
Les Belleville – gmina we Francji, w regionie Owernia-Rodan-Alpy, w departamencie Sabaudia. W 2013 roku liczba ludności wynosiła 2958 mieszkańców. 
Gmina została utworzona 1 stycznia 2016 roku z połączenia dwóch ówczesnych gmin: Saint-Martin-de-Belleville oraz Villarlurin. Siedzibą gminy została miejscowość Saint-Martin-de-Belleville. Dnia 1 stycznia 2019 roku nastąpiły kolejne zmiany administracyjne. Do Les Belleville włączono ówczesną gminę Saint-Jean-de-Belleville. Siedzibą gminy pozostała miejscowość Saint-Martin-de-Belleville. 